# Pragmatismus

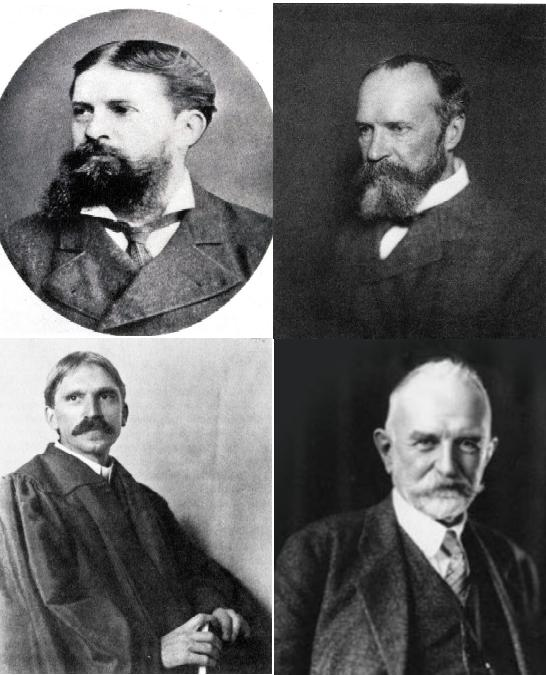
Zleva doprava: Charles Sanders Peirce, William James, John Dewey, George Herbert Mead

Pragmatismus (z řec. πρᾶγμα – pragma, věc, čin) je filosofický (myšlenkový) směr, který staví do popředí konkrétní lidské jednání, tj. praxi. Z ní každé myšlení vychází a k ní zase směřuje. Myšlenky se ověřují tím, zda jsou prospěšné, a pravdivá tvrzení jsou ta, která se osvědčila.
V běžné řeči znamená pragmatismus zaměření na praktický užitek (např. ekonomický) a úspěch, někdy až zaměření nevybíravé. „Jednal čistě pragmaticky“ může znamenat až bezohledně, bez skrupulí. Odtud také pragmatický, tj. zaměřený k praktickému užitku, prospěchu. „Pravdivé je to, co je užitečné.“
Významnými představiteli pragmatismu byli Charles Peirce (1839–1914), William James (1842–1910), John Dewey (1859–1952), F. C. S. Schiller (1864–1937), Josiah Royce (1855–1916) nebo George Herbert Mead (1863–1931). Z české umělecké scény pak umělci Karel Čapek, Josef Čapek, Ferdinand Peroutka, František Langer atd.

## Původ
Slovo pragmatismus poprvé použil William James v přednášce z roku 1898, kde ovšem za autora tohoto původního amerického myšlenkového směru označil Charlese Sanderse Peirce. Když však pragmatismus začal později znamenat jednoznačné zaměření pouze na prospěch a úspěch, Peirce se od něho výslovně distancoval a pro své myšlenky používal název pragmaticismus. V obou podobách, filosofické i populární, byl pragmatismus v anglosaském světě velmi vlivný, protože navazoval na některé starší myslitele (Jeremy Bentham, John Stuart Mill, Herbert Spencer a další) a dobře odpovídal své době. Už v průběhu 20. století začal pronikat i do Evropy a v poslední době opět oživuje.
Některé americké prameny uvádějí „datum narození“ pragmatismu mnohem dříve. Tak například první náznaky se objevily v diskuzích klubu „Metaphysical club“ na Harvardově univerzitě, někdy kolem roku 1870. Takových debatních klubů bylo v té době ve Státech mnoho, ale v tomto klubu hlavními diskutéry byli Peirce a James, a je zajímavé, že do debat se zapojovali nejen filozofové, ale i právníci. Oficiálně se za vznik pragmatismu považuje rok 1903. K. Vorovka k tomu píše: „Jest tedy rok 1903 mezníkem, od něhož počínaje pragmatismus po nějakou dobu se valí jako mohutný myšlenkový proud jediným řečištěm.“

## Obsah
Filozofický pragmatismus chápe člověka nikoli jako myslící, teoretickou bytost, nýbrž především jako bytost jednající. Představy, pojmy a soudy vycházejí z potřeb jednajících lidí a mají jim sloužit především jako pravidla jednání. Jejich pravdivost se neověřuje porovnáním se skutečností (což často není možné), nýbrž jejich důsledky: užitkem pro člověka a prospěšností pro společnost.
Peirce odmítá jak racionalistické představy o bezprostřední jistotě a evidenci poznávaného, tak také empirismus, který soudí, že zdrojem všeho poznání jsou smyslové vjemy. Podle Peirce žádné „smyslové vjemy“ nejsou, protože cokoli vnímáme, je už vždy symbolicky zpracováno jazykem a může být také zdrojem omylu a chybné interpretace. Otázky mají význam jen tehdy, pokud se různé odpovědi na ně liší ve svých důsledcích. Zdrojem skutečného poznání jsou hypotézy, které však musí být formulovány včetně návodu, jakým způsobem se dají ověřit. Pokusy a omyly při pečlivém zkoumání důsledků mohou vědeckou komunitu přibližovat k pravdivému poznání. Pravda je nám dostupná nikoli jako shoda se skutečností, nýbrž jen jako kvalifikovaný souhlas vědecké komunity.
William James posunul toto chápání pragmatismu směrem k utilitarismu, který vědění poměřuje praktickým užitkem, který toto vědění přináší. V této zploštěné podobě přišel pragmatismus do Evropy a byl zde zprvu odmítnut. V Americe na něj navázal John Dewey, který jej uplatnil jak na politickou filosofii, tak zejména na filosofii výchovy, a to s velkým úspěchem. Na Jamesův pragmatismus navázal také behaviorismus a další směry, zejména ve filosofii vědy.
James zdůrazňoval, že pragmatismus není nový filosofický směr, ale metoda dovolující řešit spory, které by jinak byly nekonečné. A současně dodává: není konečné řešení, ale jen metoda vedoucí k němu. Pro W. Jamese nebyla filozofie věcí čistě odbornou. Nalézal v ní způsob pochopení smyslu života i vlastní způsob vidění a cítění každého z nás a světa kolem nás. Významnou funkci filozofie spatřoval James v tom, jak vnímáme, pociťujeme a zachytáváme sami na sobě tlaky okolního světa a také jak na ně reagujeme a jak jim odoláváme. V Jamesově pojetí se filozofie stává doslova a do písmene filozofií všedního dne pro každého člověka, pro každého z nás.
Nejvýznamnější je jeho kniha Druhy náboženské zkušenosti, které vyšla v českém překladu již v roce 1930. Zmíněná kniha není jedinou Jamesovou prací na téma náboženství, i v knize „Pragmatismus“ je jedna kapitola o náboženství. Má výstižný název „Pragmatismus a náboženství“. James striktně odděluje pojmy „víra – náboženství – církev“. James dochází k závěru, že „Víra je čistě věcí osobní, vnitřním přesvědčením nebo alespoň pocitem každého z nás“ a náboženství je „každodenní východisko z tísnivých nálad mysli“. Práce je pozoruhodná ze dvou důvodů. Jednak podává nevšední pohled na dané téma a hlavně předvádí Jamesův postup v duchu pragmatického myšlení. Názorně ukazuje, jak nalézt východisko ze slepé názorové uličky, do které často náboženské přesvědčení zavádí, právě uplatněním „pragmatické metody“.

## Neopragmatismus
Nový impulz dostal pragmatismus v díle amerického filosofa a logika Willarda Van Orman Quine, který jej rozšířil o holismus francouzského fyzika a historika vědy Pierre Duhema. Podle Duhema mají jednotlivé výpovědi smysl jen v rámci určité teorie jako celku a i každý experiment je tudíž závislý na této teorii. I výsledky pokusu se musí interpretovat, a to právě v rámci dané teorie. Podle Quina je tak kritériem vědecké pravdivosti kvalifikovaný souhlas vědecké komunity. K novému pragmatismu patří kromě Quina Hilary Putnam (1926–2016) a Richard Rorty (1931–2007). R. Rorty se účastnil v roce 2000 konference v Praze, nazvané „Pragmatism and semantics“. V současnosti se soustavně věnuje pragmatismu v USA např. Russell B. Goodman.

## Odezvy v Evropě
Pragmatismus byl v mnoha ohledech paralelní k některým filosofickým snahám v Evropě. Některé myšlenky Ch. Peirce měly velmi blízko k myšlenkám Edmunda Husserla a v jednom eseji navrhuje postup obdobný fenomenologii. William James si dopisoval s Henri Bergsonem a pragmatismus silně ovlivnil také Maxe Schelera.
V Anglii zůstal Ferdinand Schiller téměř po čtyřicet let hlavním a téměř jediným obhájcem pragmatismu v jeho voluntaristické podobě, kterou nazval humanismem. V prvním desetiletí 20. století měl pragmatismus velký úspěch v Itálii. Mezi italskými pragmatisty existovaly dvě různé skupiny. K první, "akademické" skupině, významnější a vážnější, patřili Giovanni Vailati (1863–1909) a Mario Calderoni (1879–1914). Druhý směr italského pragmatismu je spjat s jmény Giovanni Papini a Giuseppe Prezzolini. Pragmatismus však byl v italské filozofii poměrně krátkodobým jevem.
Praktické myšlení Američanů udělalo velký dojem na T. G. Masaryka, který praktické ohledy často a rád zdůrazňoval, i když pragmatistou ve filosofickém slova smyslu nebyl. Masarykův pragmatismus pak rozvíjeli Ferdinand Peroutka, František Langer a zejména Karel Čapek jako jistou skepsi vůči metafyzickým postojům a otázkám, v důrazu na každodenní život a jeho potřeby a na užitek, který jednání přináší. Také ideje a projekty se mají legitimovat tím, co přinesou. „Důležité je, aby budoucnost byla zlepšována v myšlenkách a plánech, ale ještě důležitější je, aby byla zlepšována ve skutcích a v životě.“ (Karel Čapek).
V Československu si pragmatismus našel stoupence v osobě J. L. Fischera. Za pragmatistu ve filozofii se pokládal také Karel Čapek, což se však v jeho literární tvorbě příliš neprojevilo. K. Čapek napsal svůj „Pragmatismus“ jako seminární práci, někdy před rokem 1915, když navštěvoval seminář prof. Krejčího na Filozofické fakultě Univerzity Karlovy. Knižně práci vydal o tři roky později pod názvem Pragmatismus čili filosofie praktického života. Když práci psal, byl ještě studentem filosofie, nikoli mezinárodně proslulým spisovatelem. Přesto má kniha nedozírný význam. Je jednou z mála původních pojednání o pragmatismu v češtině. A je nesporné, že přispěla nejvíce k popularizaci pragmatismu.
Z odborného hlediska se pragmatismu věnoval K. Vorovka – významná osobnost své doby. Byl profesorem matematiky a filosofie, společensky velmi činný. Pragmatismu se věnoval ve své knize Americká filosofie, která vyšla až po Vorovkově smrti v roce 1929. Stojí za zmínku, že Vorovka byl členem delegace na Šestém kongresu filosofů, který se konal v roce 1928 v americkém Cambridge, poblíž Bostonu. Na kongresu vystoupil i J. Dewey s přednáškou na téma Logika soudů politických, zejména hodnotících.
V Česku se věnuje pragmatismu v práci Soudobá anglo-americká a kanadská filosofie J. Hroch. Na Slovensku se soustavně pragmatismem zabývá E. Višňovský.

## Odezvy na Východě
Ve dvacátých letech vznikl po návštěvě Johna Deweye vlastní pragmatický směr v Číně v čele s Chu Š’.